# Pieter Génard
Pierre Marius Nicolas Jean (Pieter) Génard (Antwerpen, 27 april 1830 - aldaar, 3 maart 1899) was historicus en stadsarchivaris van Antwerpen van 1863 tot 1894. Op 4 januari 1868 huwde Génard met Maria Caeymaex, met wie hij vier kinderen kreeg.
Génard was een ware autodidact: vanaf zijn veertiende werkte hij als ontvanger het Bureau van weldadigheid van Antwerpen. Leergierig als hij was, leerde hij zichzelf Engels en Frans aan, later gevolgd door Latijn, Grieks, Italiaans en Spaans. Toen hij achttien was, deed hij een eerste poging een historisch werk te schrijven, met het onuitgegeven Geslachtslijst van Nicolaas Rockockx en Adriana Pérez. Op 16 november 1849 werd hij onder-bibliothecaris van de stad. Stadsachivaris werd hij in juli 1863, als opvolger van Frederik Verachter. Vanaf 14 augustus 1868 was hij bibliothecaris-archivaris, tot in januari 1873 deze functies weer gescheiden werden. In 1893 kreeg de archivaris een hartaanval. Hierdoor raakte hij gedeeltelijk verlamd, zodat het onmogelijk werd zijn taken nog uit te oefenen. Hij ging op 27 december 1894 met pensioen. Opvolger was Frans Van den Branden, sinds 1865 zijn medewerker.
Met de benoeming van Génard brak een nieuw tijdperk aan in het Antwerpse stadsarchief. Op 19 december 1863 stelde het gemeentebestuur namelijk een nieuw reglement voor het stadsarchief op. In 1864 begon de stadsarchivaris met het uitgeven van het Antwerpsch archievenblad, dat zou lopen tot 1893 en van 1926 tot 1934 een tweede reeks kende. Génard ging discussies niet uit de weg, als een voortrekker van de Antwerpse geschiedenis. Zo verdedigde hij in P.P. Rubens. Aanteekeningen over den grooten meester en zijne bloedverwanten (1877) de stelling dat Peter Paul Rubens in Antwerpen geboren was. Over de geboorteplaats van Quinten Massijs (I) voerde hij met de Leuvense stadsarchivaris Edward Van Even in 1869 een polemiek in De Vlaamsche School, een tijdschrift dat Génard overigens mee had opgericht. Enkele jaren eerder, in 1853, hadden ze al geredetwist in De Eendragt over Jan van Boendale. Aardrijkskunde was een andere interesse van Génard. Hij was een van de stichters van het Aardrijkskundig Genootschap van Antwerpen, waar hij lange tijd secretaris van was.
Op 1 februari 1887 werd Génard tot plaatsvervangend lid van de Koninklijke Commissie voor Geschiedenis gekozen, op 24 juli 1897 tot werkend lid. Van de Koninklijke Vlaamsche Academie voor Taal- en Letterkunde was hij werkend lid sinds de oprichting op 8 juli 1886, waar hij in 1893 voorzitter van was. In 1881 publiceerde hij het verrassende "Le projet de démolition de la cathédrale d'Anvers en 1798" in de Annales de l'Académie d'archéologie de Belgique. In de daaropvolgende jaren publiceerde hij zijn belangrijkste werken. Eerst zijn Wapenboek der Antwerpse gemeente-instellingen in 1883, daarna in 1886-1887 het tweedelige Anvers à travers les âges, een toegankelijke en rijk geïllustreerde geschiedenis van Antwerpen. Mede dankzij hem kwam er een oudheidkundig museum in Het Steen, dat opende in augustus 1864. Omwille van zijn medewerking aan de organisatie van een Landjuweel in 1892, werd hij vereerd met de rang van officier in de Leopoldsorde. De stad betuigde haar erkentelijkheid door een straat op het Kiel naar hem te noemen.